# Godlinze
Godlinze – wieś w Holandii, w prowincji Groningen, w gminie Delfzijl.